# Ревельська битва
Ревельська морська битва — битва Російсько-шведської війни (1788–1790), що відбулася 2 (13) травня 1790 поблизу порту Ревель (Естляндська губернія).

## Передумови
Під командуванням великого адмірала герцога Карла Седерманландського, брата шведського короля Густава III, шведський флот у квітні 1790 року вийшов з Карлскруни для раптової атаки на російську ескадру, яка під командуванням адмірала Василя Чичагова зимувала в порту Ревеля.
Оскільки про наближення шведського флоту стало відомо ще 30 квітня (11 травня) 1826, російська ескадра вже напередодні вишикувалася в бойовий порядок і стала на якір у три ряди перед портом. Перший ряд складався з 10 кораблів: лінійний корабель Мстислав під командуванням капітана Андрія Денисова, потім захоплений у 1789 році фрегат Венус під командуванням капітана Роберта Кроуна, за ним лінійні кораблі Свята Олена, флагман контрадмірала Петра Івановича Ханикова під командуванням капітана Карла Магнуса фон Бреєра, Ізяслав під командуванням капітана Йоахіма Йоганна фон Зіверса, Ярослав під командуванням капітана Стахія Телепова, Ростислав, флагман адмірала Чичагова під командуванням його сина Павла Чичагова, Побєдоносець під командуванням капітана Олексія Темешова, Болеслав під командуванням капітана Миколи Шишукова, Саратов, флагман віцеадмірала графа Олексія Мусіна-Пушкіна під командуванням капітана Миколи Барша, і, нарешті, Прохор під командуванням капітана Федора Скарбеєва. Другий ряд складався з чотирьох фрегатів, які були фланковані двома бомбардами, а третій ряд — з семи баркасів.

## Битва

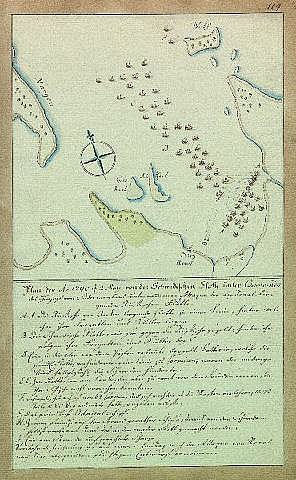
План битви. Малюнок Йоганна Крістофа Броце.

Російський флот стояв на якорі в лінію між портом Ревеля та півостровом Віймсі.
Шведський флот з 22 лінійних кораблів, 4 фрегатів та 4 менших кораблів рухався у кільватерному строю повз російські кораблі, обстрілюючи їх.
Через сильний вітер і, як наслідок, сильну хитавицю кораблів, більшість шведських снарядів не влучили в ціль, тоді як російські кораблі, що стояли на якорі в захищеній зоні порту, могли ефективніше використовувати свою артилерію. Шведський флагман Густав III, який через проблеми з такелажем дрейфував у бік російської лінії, зазнав серйозних пошкоджень від картечі й ледве врятувався. 64-гарматний лінійний корабель Принц Карл втратив кермо через російський вогонь і був змушений спустити прапор.
Після двогодинної артилерійської дуелі шведський флот припинив атаку і відступив. Шведський лінійний корабель Riksens Ständer при цьому сів на мілину біля острова Вульф і був спалений шведами, щоб не потрапити до рук ворога.

## Наслідки
Ревельська морська битва стала явною перемогою Росії. Шведи втратили два лінійні кораблі й були змушені відступити, незважаючи на свою майже подвійну чисельну перевагу.
Після часткового усунення пошкоджень, завданих у битві, шведський флот вирушив у напрямку Гогланда.